# Alphonsea gaudichaudiana
Alphonsea gaudichaudiana là loài thực vật có hoa thuộc họ Na. Loài này được (Baill.) Finet & Gagnep. mô tả khoa học đầu tiên năm 1906.